# Jacob Abels
Pour les articles homonymes, voir Abels.

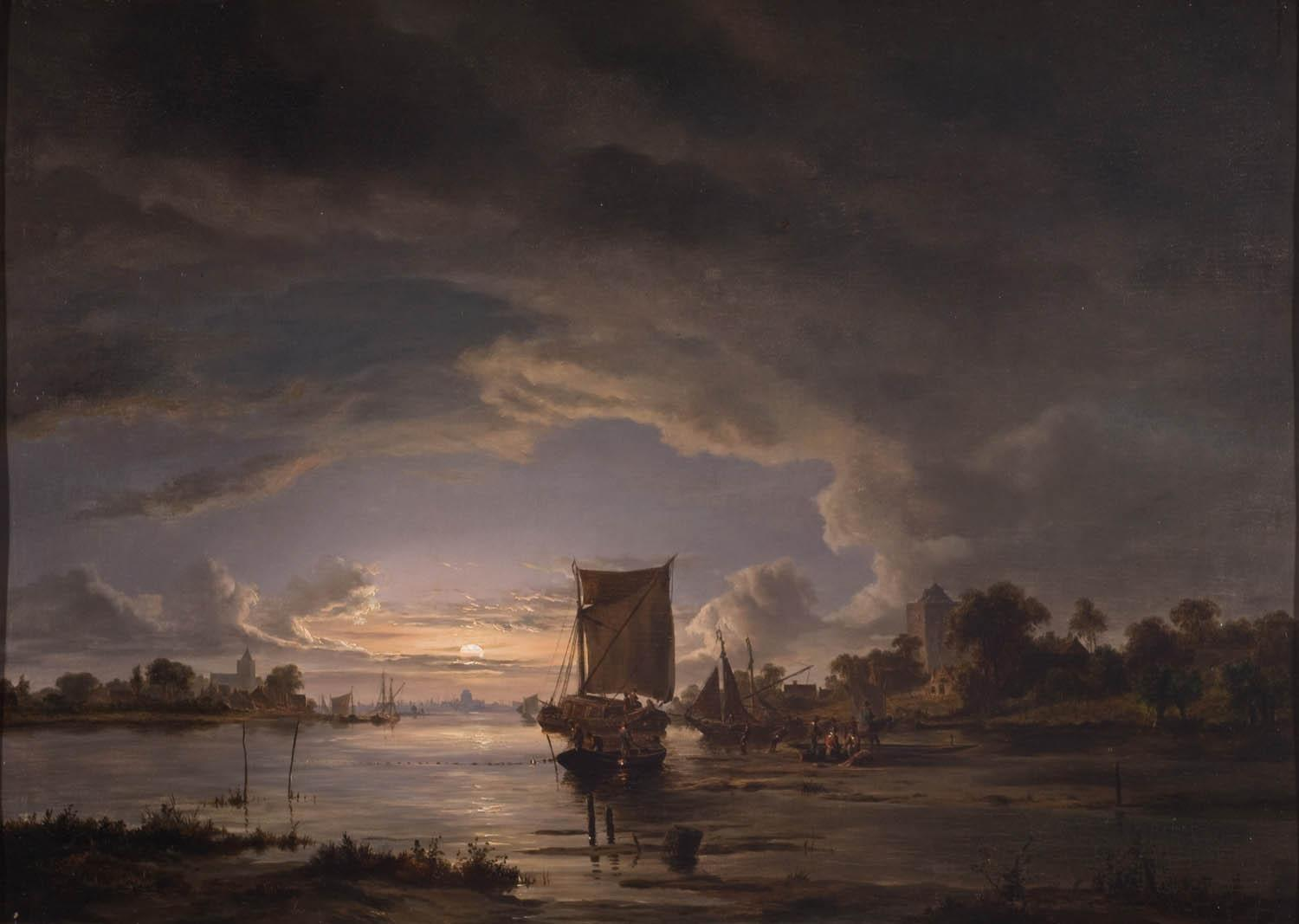
Une vaste scène de rivière avec voilier, Collection Rademakers.

Jacobus Theodorus "Jacob" Abels (1er septembre 1803 à Amsterdam- 11 juin 1866 à Abcoude) est un peintre néerlandais.

## Biographie
Abels est né à Amsterdam en 1803. Il est un élève du peintre animalier Jan van Ravenswaay. En 1826, il visite l'Allemagne, et à son retour s'établit à La Haye. Sa femme est la fille de PG Os. Entre 1849 et 1853, il vit à Haarlem et plus tard, il déménage à Arnhem.
Il est particulièrement remarqué pour ses peintures de paysages de pleine lune. Le musée de Haarlem a des œuvres de lui. Il est mort à Abcoude le 11 juin 1866.